# Mamer (rivier)

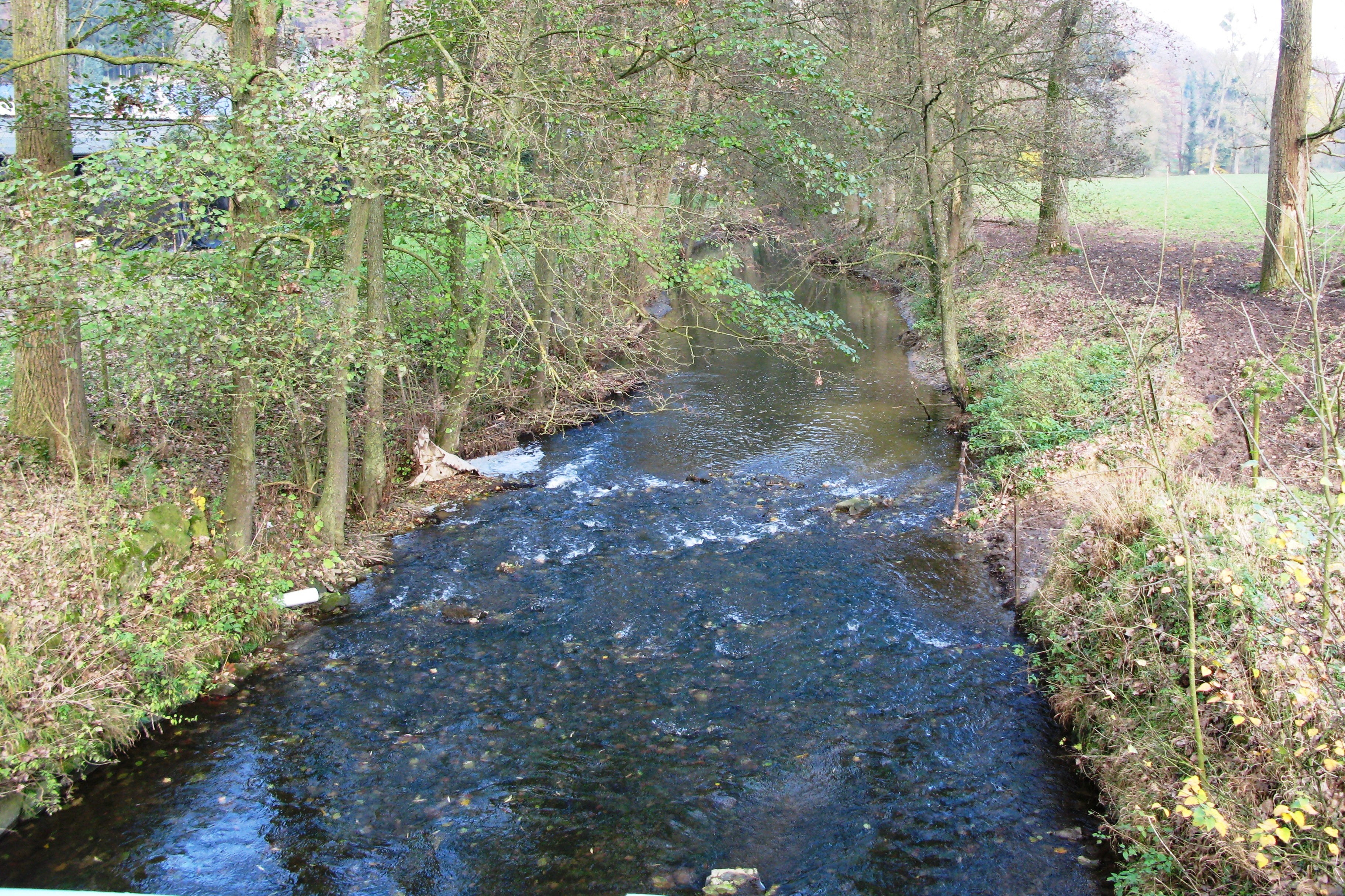
De Mamer bij Schëndels vanop de brug gezien.

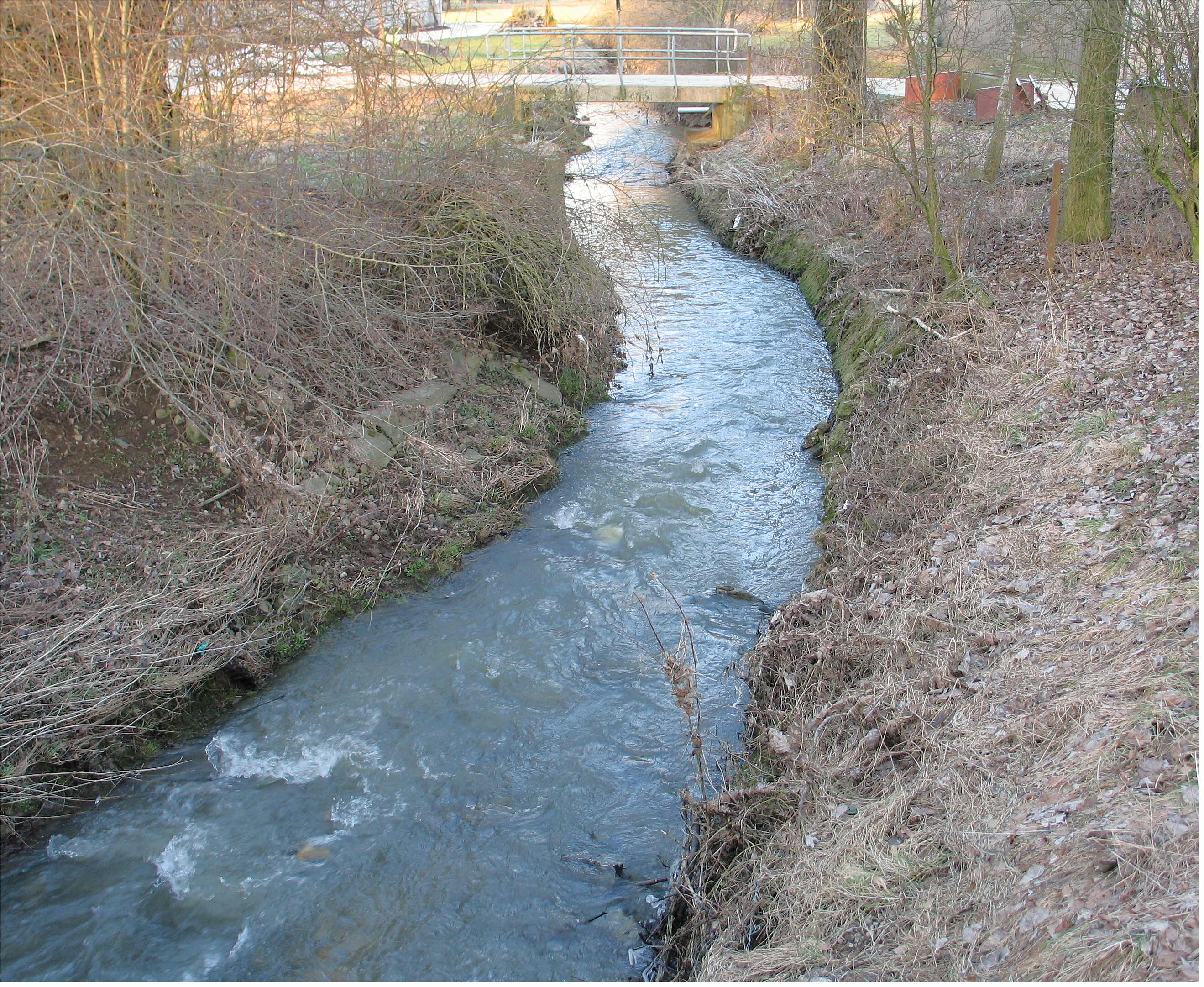
De Mamer bij Holzem.

De Mamer is een 25,6 km lange waterloop in Luxemburg in het stroomgebied van de Rijn. De Mamer is een zijrivier van de Alzette. Ze ontstaat uit de samenloop van twee kleinere stroompjes tussen Hivange (Luxemburgs: Héiweng) en Garnich (Luxemburgs: Garnech) op 320 m hoogte. Langs de stroom, die door Frankrijk en Luxemburg stroomt, liggen de gemeentes Holzem, Mamer, Kopstal en Schoenfels. Bij Mersch, 214 m boven zeeniveau, mondt de Mamer uit in de Alzette op slechts enkele meters van de monding van de Eisch in diezelfde rivier. Het verdere verloop van het water is: Alzette, Sûre, Moezel, Rijn en vervolgens de Noordzee.

## Zijrivieren
De zijrivieren van de Mamer met de respectievelijke plaatsen van uitmonding zijn:
- - de Wëlleschbaach bij de Holzemermillen (molen)
  - de Bräderbaach bij Holzem
  - de Faulbaach bij Mamer
  - de Kielbaach bij de Thillsmillen (molen) tussen Mamer en Kopstal
  - de Riedelbaach bij de Neimaxmillen (molen) tussen Mamer en Kopstal
  - de Ledeleschbur tussen Kopstal en het Direndall